# Aktinidia smakowita

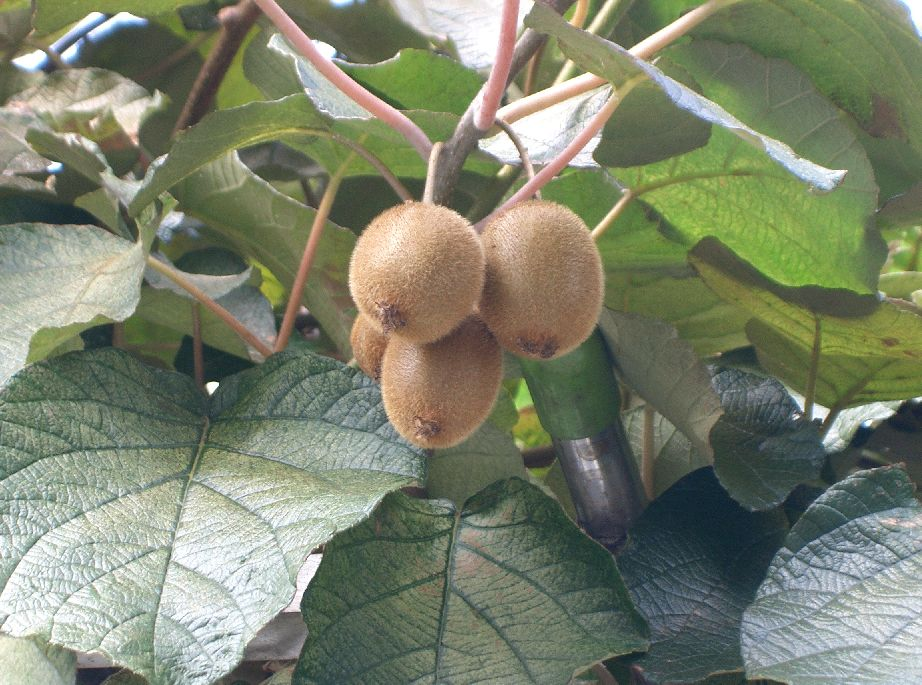
Pęd z owocami

Aktinidia smakowita (Actinidia deliciosa) – gatunek rośliny z rodziny aktinidiowatych. Pochodzi z południowych Chin, z prowincji Fujian, Hubei, Jiangxi, Syczuan, Zhejiang. Uprawiany w Nowej Zelandii, Australii, Kalifornii, Chile i w basenie Morza Śródziemnego. Jej owoce znane są pod nazwą kiwi.

## Morfologia
PokrójPnącze o zdrewniałych pędach pokrytych czerwonymi włoskami. W warunkach optymalnych rośnie bardzo szybko; roczne pędy mogą osiągnąć grubość kciuka.
LiścieJajowate, długości ok. 20 cm, pokryte czerwonymi włoskami
OwocJagody, o brązowej skórce, porośniętej czerwonawym kutnerem. Miąższ soczysty, zielony, w środku białawy. Nasiona liczne, drobne, czarne, rozmieszczone wokół białego centrum owocu.

## Zastosowanie
Roślina jadalna. Owoce zawierają m.in. witaminę C, kwasy organiczne, cukry, sole mineralne. Jest to gatunek aktinidii najczęściej uprawiany dla owoców, nazywanych "kiwi", tak jak owoce np. aktinidii chińskiej.
Prawie wszystkie owoce kiwi będące w sprzedaży należą do kilku odmian uprawnych aktinidii smakowitej: 'Hayward', 'Chico' i 'Saanichton 12'. Owoce tych odmian są praktycznie nie do odróżnienia i odpowiadają opisowi podstawowego gatunku.

## Historia
W 1847 r. okaz rośliny został zabrany przez przedstawiciela Royal Horticultural Society w Londynie. Na początku XX wieku uprawa rozprzestrzeniła się z Chin, kiedy nasiona zostały sprowadzone do Nowej Zelandii przez Isabel Fraser, członka kadry kierowniczej Wanganui Girls' College, która odwiedziła szkoły misyjne w Yichang (prowincja Hubei w Chinach). Ziarna zostały posadzone w 1906 r. przez ogrodnika z Wanganui, Alexandra Allisona, pierwszy raz zaowocowały w 1910 r. Ci, którzy skosztowali tych owoców uznali, że smakują jak agrest i nazwali je chińskim agrestem. Odmiana 'Hayward' została stworzona przez Haywarda Wrighta w Avondale w Nowej Zelandii około 1924 r. Początkowo była uprawiana w przydomowych ogródkach. Uprawa komercyjna zaczęła się w latach 40. XX wieku. W 2005 roku liderem produkcji kiwi były Włochy, następnie Nowa Zelandia, Chile, Francja, Grecja, Japonia i Stany Zjednoczone. Kiwi jest wciąż także uprawiane w Chinach, gdzie rośnie głównie w terenach górzystych w górnym biegu rzeki Jangcy, oraz również na innych terenach Chin, włącznie z Syczuanem.